# Lennart Gybrant
Tage Lennart Gybrant,  född 14 november 1949 i Kristinehamn, är en svensk målare och folkmusiker. Han är sedan många år bosatt i Daglösen, där han även har sin ateljé. 
Gybrant studerade vid Gerlesborgsskolan i Hjorthagen, Stockholm 1968-1970 och vid Konsthögskolan 1970-1975. Hantverksmåleri ådring och marmorering för målarmästaren Alvar Björkstad i Stockholm 1973-1976. Han debuterade i en utställning, tillsammans med två studiekamrater på Värmland museum 1973. Han har medverkat i ett flertal samlingsutställningar med Filipstads konstförening, invigningsutställningen av Konsthall Norra Kvarken i Järnäsklubb samt separatutställningar runt om i landet. Tillsammans med Stefan Rydéen genomförde han performance verken Ljus och mörker en balansakt och Svenska blommor ett kinesiskt landskap tillsammans med Barbara Häggdahl Att bygga en teckning  på Göteborgs Konstmuseum 2004. Han har varit verksam som lärare på Örebro Konstskola. 
Hans konst har oftast en nedtonad färgskala, med ett anslag av det undersökande och experimentella.
Som musiker har han dokumenterat och inventerat östvärmländsk folkmusik och tillsammans med Anders Norudde gett ut CD-skivan Böndernas underverk, Visnumslåtar som kompositör har han tonsatt kortfilmen Böndernas underverk från 2011. Han är även medlem i dockteatergruppen Figurteaterkompaniet.
Gybrant är representerad vid Göteborgs museum, Örebro läns museum, Värmlands museum, Kristinehamns konstmuseum, Värmlands läns landsting, Örebro läns landsting och Skaraborgs läns landsting. Statens konstråd. Eskilstuna Kristinehamn och Filipstads kommuner.